# 푸리오 카밀로역
푸리오 카밀로 역(이탈리아어: Furio Camillo)은 로마 지하철 A선의 역 중 하나이다. 이 역은 1980년 2월 16일 개통했으며, 로마 초기 역사에서 이름을 남긴 로마 장군 마르쿠스 푸리우스 카밀루스의 이름을 딴 푸리오 카밀로 가 (Viale Furio Camillo)와 케사레 바로니오 가 (Via Cesare Baronio)의 교차점의 아피아 가도의 아래에 위치해 있다.

## 시설
푸리오 카밀로 역에는 다음과 같은 시설이 있다.
- 매표소
- 장애인 전용 승차시설
- 앨리베이터
- 에스컬레이터
- 역 감시카메라 (CCTV)

## 역 주변
- 아피아 누오바 가 (Via Appia Nuova)
- 투스콜라나 가 (Via Tuscolana)
- 산타 마리아 아우실리아트리체 성당 (Santa Maria Ausiliatrice)
- 라차로니 별장 (Villa Lazzaroni)
- 라이스 별장 (Villa Lais)